# Józefów (Skierniewice)
Pour les articles homonymes, voir Józefów.
Józefów est une localité polonaise de la gmina de Bolimów, située dans le powiat de Skierniewice en voïvodie de Łódź.